# Pulau Tsiof
Pulau Tsiof är en ö i Indonesien.   Den ligger i provinsen Papua Barat, i den östra delen av landet, 2 800 km öster om huvudstaden Jakarta. Arean är 2,8 kvadratkilometer.
Terrängen på Pulau Tsiof är platt. Öns högsta punkt är 40 meter över havet. Den sträcker sig 1,9 kilometer i nord-sydlig riktning, och 2,8 kilometer i öst-västlig riktning.